# Kégénès
Kégénès ou Kegen est un chef petchénègue mort en 1050 qui prend la tête d'un soulèvement contre le khan Tyrach et fuit vers l'Empire byzantin où il fait alliance avec l'empereur Constantin IX Monomaque et s'installe le long du Danube. 

## Biographie
Dans les années 1040, les Petchénègues occupent la région entre le Danube et le Dniestr et, après avoir servi d'alliés aux Byzantins contre le Premier Empire bulgare, représentent désormais une menace pour l'Empire dont la frontière est revenue sur le Danube. Toutefois, les Petchénègues sont aussi menacés à l'est par le développement de la Rus' de Kiev et des Oghouzes. C'est dans ce contexte qu'intervient une guerre civile qui oppose Tyrack, khan des Petchénègues à une faction dirigée par Kégénès qui semble comprendre deux tribus contre onze pour le premier. Vaincu, Kégénès n'a d'autres choix que de migrer avec ses hommes, estimés à 20 000 vers l'Empire byzantin. 
Kégénès est reçu chaleureusement par Constantin IX (1042-1055) qui voit là une occasion de forger une alliance. Kégénès est baptisé, reçoit le titre de patrice et est installé le long du Danube avec ses hommes, autour de trois forteresses. Cette région prend le nom de Patzinakie et rappelle le modus vivendi qu'est le statut de Fédérés sous l'Empire romain. Un sceau a ainsi été retrouvé le mentionnant comme archonte de Patzinakie. Si Kégénès conserve une forte autonomie, le droit de garder ses hommes armés et peut pratiquer le nomadisme, il est bien un sujet de l'empereur et lui sert à défendre la frontière contre son ancien peuple. Rapidement, il lance des raids contre Tyrach au nord du fleuve, sans qu'il soit acquis que l'empereur lui ait permis de telles actions offensives. Tyrach finit par réagir mais, surtout, poussé par la progression des Oghouzes, il profite de la rudesse de l'hiver 1046-1047 pour traverser le fleuve gelé. Malgré son importance numérique, il est fragilisé par cette fuite et, bientôt, Kégénès le harcèle et profite de la désertion de certains de ses hommes. Finalement, l'Empire byzantin remporte un succès décisif qui contraint Tyrach à se rendre. 
Auprès de l'empereur, Kégénès plaide la sévérité et l'exécution de Tyrach mais Constantin préfère lui octroyer la liberté en échange de sa soumission. Kégénès a seulement le droit d'exécuter ceux qu'il a fait prisonniers. Néanmoins, Tyrach n'occupe pas le même rang que Kégénès, qui est devenu un fidèle de l'empereur du fait de son expérience militaire et de sa connaissance des tactiques des Petchénègues.
Si les tribus de Tyrach sont installés en Bulgarie et désarmées, Kégénès reste en Patzinakie et n'est pas appelé par Constantin quand celui-ci décide de déployer les Petchénègues de Tyrach en Orient, pour combattre les Seldjoukides. Néanmoins, quand ils se révoltent et repartent vers les Balkans, Constantin IX mande Kégénès à Constantinople où il est emprisonné, alors même que sa responsabilité dans la désobéissance n'est absolument pas acquise. En revanche, ses hommes ne tardent pas à se joindre à la rébellion. Celle-ci dégénère rapidement et met en péril la domination byzantine sur les Balkans. Après plusieurs revers, Constantin IX décide de libérer Kégénès en 1050 dans l'espoir qu'il joue les intermédiaires entre son peuple et le pouvoir impérial. Néanmoins, il s'oppose bien vite à Tyrach, déjà libéré et qui a immédiatement rejoint les rangs de la rébellion. Or, Tyrach voit là une occasion d'éliminer son vieux rival et le fait assassiner.